# Breckland Line

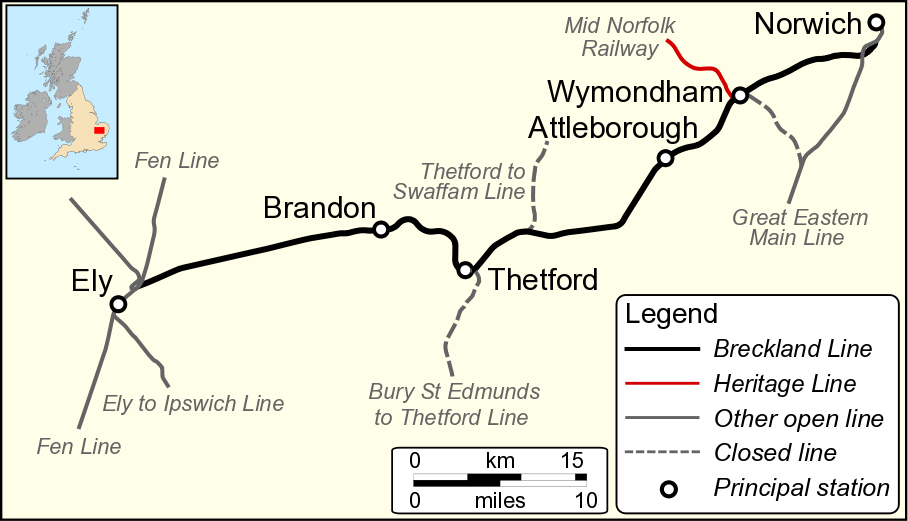

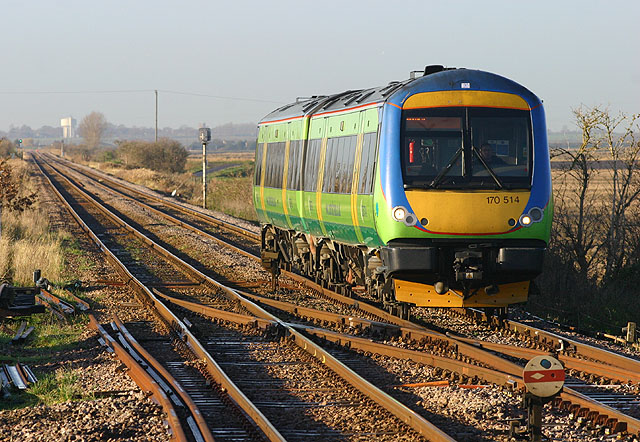

A The Breckland Line é um de ferrovias do Sistema Nacional britânico de ferrovias, que interliga a Cambridge e Norwich, incluindo Brandon, Wymondham. A linha é basicamente uma ferrovia suburbana, mas que também atrai passageiros em viagens de negócios ou de lazer.
| operavam       | Localização | trens     | Freqüência  |
| -------------- | --- | --------- | ----------- |
| Greater Anglia | Norwich – Wymondham – Spooner Row – Attleborough – Eccles Road – Harling Road – Thetford – Brandon – Lakenheath – Shippea Hill - Ely - Cambridge | Class 170 | 1x por hora |